# Der Brand (2011)
Der Brand ist ein deutscher Spielfilm von Regisseurin Brigitte Maria Bertele aus dem Jahr 2011. Die Verfilmung eines Drehbuchs von Johanna Stuttmann wurde im Rahmen des Filmfestivals Max Ophüls Preis am 18. Januar 2011 uraufgeführt und feierte ihre internationale Premiere am 24. August 2011 im Wettbewerb des World Film Festival Montréal.

## Handlung
Während eines Salsa-Abends, den die 35-jährige Judith Hoffmann ohne ihren Partner Georg besucht, wird sie vom charmant wirkenden Arzt Ralph Nester angeflirtet. Auf dem anschließenden Weg nach Hause wird Judith von Ralph vergewaltigt. Sie erstattet Anzeige gegen den Familienvater Nester, doch es kommt wegen fehlender Indizien nicht zu einem Prozess. Nester sagt aus, dass sie einvernehmlichen Geschlechtsverkehr mit ihm hatte. Um das Geschehene zu verarbeiten, forciert Judith im Anschluss Treffen mit dem Täter und mit dessen Familie. Sie versucht, Ralph Nester zu einer Rücknahme seiner Falschaussage zu drängen und droht damit, ihn vor seiner Familie bloßzustellen. In ihrer Verzweiflung geht sie ein weiteres Mal zu einem Salsa-Abend am selben Ort, wo sie auf Nester trifft. Im Anschluss provoziert sie Nester derart, dass er sie niederschlägt. Im Krankenhaus liegend, erfährt sie von ihrem Rechtsanwalt Valentin Stein, dass die Staatsanwaltschaft Ermittlungen gegen Ralph Nester aufgenommen hat und es zu einem Prozess kommen wird.
Durch die Folgen der Vergewaltigung geht die Beziehung von Judith zu ihrem langjährigen Partner Georg in die Brüche. Eine weitere bedeutende Rolle nimmt im Film die Beziehung zwischen Judith und ihrem die meiste Zeit hilflosen Rechtsanwalt ein.

## Hintergrund
Die Außenaufnahmen für den Film fanden in Ludwigshafen, Mannheim und Karlsruhe statt.

## Kritiken
Der Brand stieß auf ein geteiltes Echo der Filmkritiker. So bescheinigte Rüdiger Suchsland in der Berliner Zeitung dem Film eine „große Qualität“, sowie eine „nüchterne, nicht melodramatische Darstellung“ des Geschehens. In einer ausführlichen Kritik des Saarländischen Rundfunks kritisiert Julia Schuler „blasse Charaktere“ sowie „nicht nachvollziehbare Handlungssprünge durch Mängel im Drehbuch“. Die schauspielerischen Leistungen von Maja Schöne und Mark Waschke werden von ihr positiv beurteilt, während Florian David Fitz und Wotan Wilke Möhring eine „nicht authentische“ Darstellung bescheinigt wird. Die Rheinpfalz beurteilt den Film als „in seiner Intensität mitunter etwas zu deutlich“.

## Auszeichnungen
- 2011: Beste Regie beim World Film Festival Montréal für Brigitte Maria Bertele[4]
- 2011: German Independence Award – Hervorragende schauspielerische Leistung beim Internationalen Filmfest Oldenburg an Maja Schöne[5]
- 2011: Bester Darsteller beim Internationalen Filmfestival Thessaloniki für Wotan Wilke Möhring[6]
- 2011: Nominierung für den Nachwuchsregiepreis MFG-Star Baden-Baden[7]
- 2012: Grimme-Preis, Eberhard-Fechner-Förderstipendium der VG Bild-Kunst für Brigitte Maria Bertele